# Brnica, Žalec
Brnica je naselje v Občini Žalec.